# Kendleton
Kendleton es una ciudad ubicada en el condado de Fort Bend en el estado estadounidense de Texas. En el Censo de 2010 tenía una población de 380 habitantes y una densidad poblacional de 132,9 personas por km².

## Geografía
Kendleton se encuentra ubicada en las coordenadas 29°26′39″N 96°0′22″O / 29.44417, -96.00611. Según la Oficina del Censo de los Estados Unidos, Kendleton tiene una superficie total de 2.86 km², de la cual 2.85 km² corresponden a tierra firme y (0.45%) 0.01 km² es agua.

## Demografía
Según el censo de 2010, había 380 personas residiendo en Kendleton. La densidad de población era de 132,9 hab./km². De los 380 habitantes, Kendleton estaba compuesto por el 10% blancos, el 83.16% eran afroamericanos, el 0% eran amerindios, el 0% eran asiáticos, el 0.53% eran isleños del Pacífico, el 5% eran de otras razas y el 1.32% pertenecían a dos o más razas. Del total de la población el 12.11% eran hispanos o latinos de cualquier raza.

## Educación
El Distrito Escolar Consolidado Independiente Lamar gestiona las escuelas públicas que sirven a Kendleton.
La Escuela Preparatoria Lamar Consolidated sirve a Kendleton.